# Zeke
Pour les articles homonymes, voir Zeke (avion).

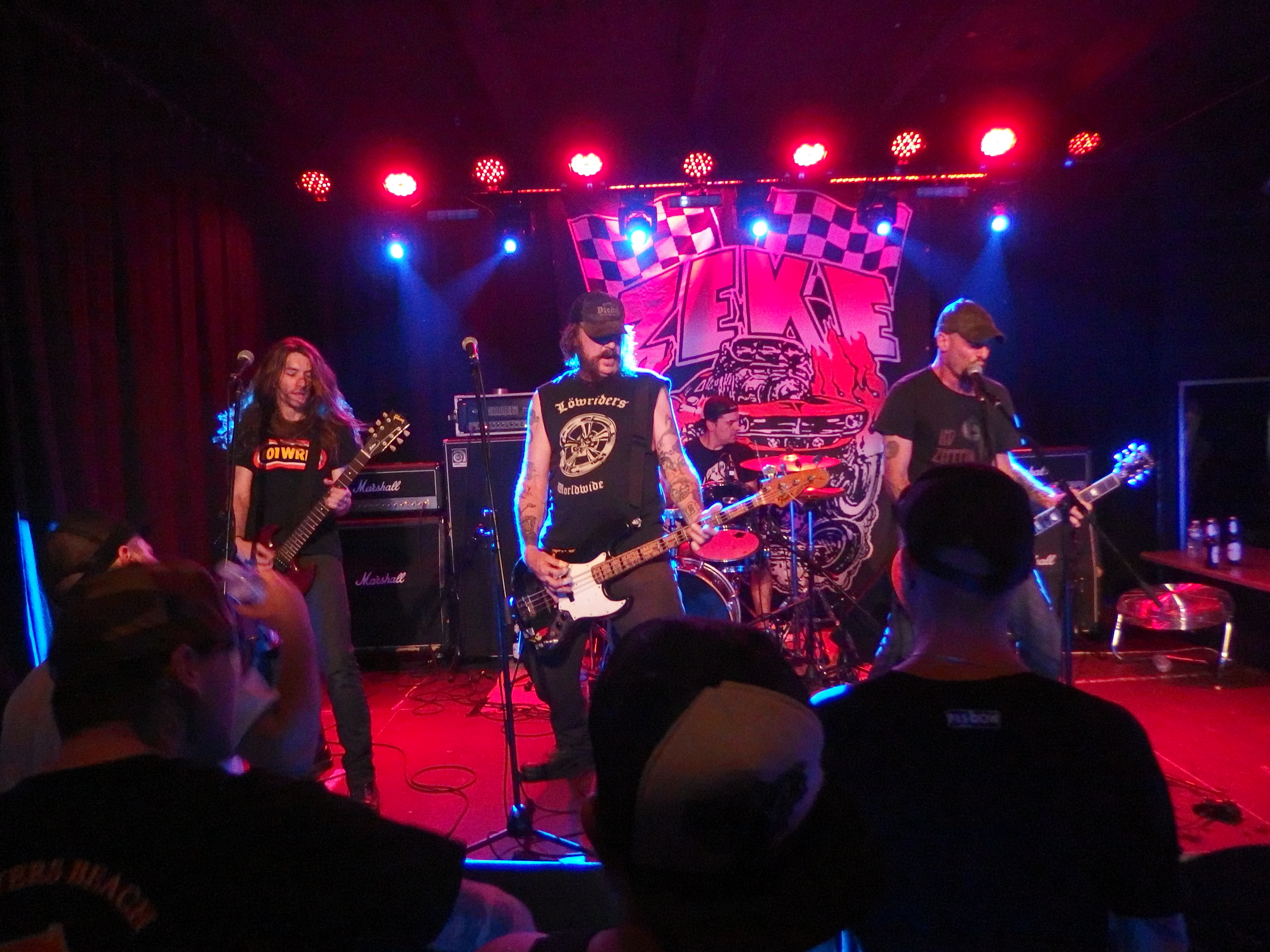
Zeke

Zeke est un groupe américain de punk hardcore, aux forts accents rock 'n' roll, originaire de Seattle, dans l'État de Washington, en 1993. Ils sont réputés pour leurs chansons qui sont généralement courtes et rapides et qui sont bâties sur des guitares extrêmement saturées. Zeke mêle hard rock, et occasionnellement blues-rock, et est souvent comparé à Motörhead,,,.

## Historique
Le premier enregistrement de Zeke, le single West Seattle Acid Party, est paru en 1993. Après plusieurs albums sortis sur le label indépendant Scooch Pooch Records, ils signent en 1998 sur Epitaph ce qui leur permet d'atteindre une reconnaissance internationale dans le milieu du punk rock.
En 2002, le groupe se sépare alors même que leur dernier album à cette date, Death Alley, est considéré par beaucoup comme leur meilleure réalisation. En 2003, un album live Live and Uncensored paraît sur le propre label du batteur Donny Paycheck, Dead Teenager Records. Le groupe est alors sollicité pour jouer à l'occasion de la sortie du disque. Après ce concert, Zeke décide de se reformer définitivement et sortira Till the Livin' End en 2004.

## Membres
- Blind Marky Felchtone - guitare, chant
- Donny Paycheck - batterie
- Diamond Jeff Matz - basse
- Chris Muscles Johnsen - guitare

## Discographie
- 1995 : Super Sound Racing
- 1996 : Flat Tracker'
- 1997 : PIG (Live)
- 1998 : Kicked in the Teeth
- 2000 : Dirty Sanchez
- 2001 : Death Alley
- 2003 : Live and Uncensored
- 2004 : Till the Livin' End